# Everchanger
Everchanger es el primer álbum de estudio de la banda estadounidense de metalcore Invent Animate. El álbum fue lanzado el 22 de agosto de 2014 a través de Tragic Hero Records. Fue producido por Brian Hood (Being as an Ocean, Gideon, The Crimson Armada) y Jesse Cash de Erra. El álbum también es el único que presenta al guitarrista Logan Forrest antes de su salida de la banda a finales de 2015.

## Lanzamiento y promoción
La banda filmó un video musical para "Nocturne: Lost Faith" que se lanzó el 22 de julio de 2014. En una entrevista con Highwire Daze, el vocalista Ben English analiza los antecedentes detrás de Everchanger.

"El álbum realmente se basa en cómo el mundo cambia constantemente. Nunca puedes confiar en una sola cosa porque todo cambia constantemente. No importa lo que estés haciendo en la vida. Everchanger es como una forma de envolverlo todo en una sola cosa. y titularlo. Toca todos los puntos de los cambios más importantes por los que pasamos y habla de todas las diferentes cosas por las que he pasado personalmente e incluso de algunos de los chicos de la banda".

## Lista de canciones
| N.º | Título                                | Duración |  |
| 1.  | «Sol»                                 | 3:49     |  |
| 2.  | «Naturehold» (con Jesse Cash de Erra) | 3:48     |  |
| 3.  | «Nocturne: Lost Faith»                | 3:26     |  |
| 4.  | «Courier»                             | 3:38     |  |
| 5.  | «Moon Phase»                          | 3:30     |  |
| 6.  | «Forest Haven»                        | 3:12     |  |
| 7.  | «The Desperate Are the Calm»          | 3:20     |  |
| 8.  | «Native Intellect»                    | 4:13     |  |
| 9.  | «Half Life» (Nueva versión)           | 3:55     |  |
| 10. | «Luna»                                | 3:55     |  |

## Personal
Invent Animate
- Ben English - voz principal
- Keaton Goldwire - guitarra principal
- Logan Forrest - guitarra rítmica
- Caleb Sherraden – bajo, coros
- Trey Celaya – batería, coros

Músicos adicionales
- Jesse Cash: voz (pista 2).